# NGC 3911
NGC 3911 est une galaxie spirale (intermédiaire ? ou barrée ?) située dans la constellation du Lion. NGC 3911 a été découverte par l'astronome britannique John Herschel en 1832.

## Caractéristiques
NGC 3911 présente une large raie HI.

### Distance
Sa vitesse par rapport au fond diffus cosmologique est de 6 279 ± 22 km/s, ce qui correspond à une distance de Hubble de 92,6 ± 6,5 Mpc (∼302 millions d'al).

### Classification
NGC 3911 est certes une galaxie spirale, mais on voit à peine le début d'une barre sur l'image obtenue des données de l'étude SDSS. C'est peut-être une spirale ordinaire ou intermédiaire comme l'indique respectivement les bases de données NASA/IPAC et HyperLeda, mais probablement pas une spirale barrée comme le prétendent le professeur Seligman et Wolfgang Steinicke.
Note : Wolfgang Steinicke a inversé les désignations des galaxies NGC 3911 et NGC 3920. Les autres sources consultés désignent NGC 3911 comme étant PGC 36926 et NGC 3920 comme étant NGC 36981. Cette erreur est aussi présente sur d'autres sources et le professeur Seligman explique d'où elle vient. Les données de l'encadré et de ce texte provenant du site de Steinicke sont donc celle de PGC 36926 qui sont présentées sur la page NGC 3920 du site de Steinicke, sauf pour les magnitudes. La galaxie la moins lumineuse est en effet NGC 3911 et non NGC 3920.